# Ligue Magnus
La Ligue Magnus è il campionato francese di hockey su ghiaccio creatosi nel 1907. I vincitori del campionato ricevono la "Coupe Magnus".

## Squadre attuali
| - Gothiques d'Amiens - Ducs d'Angers - Orques d'Anglet - Diables Rouges de Briançon - Drakkars de Caen | - Chamoix de Chamonix - Ducs de Dijon - Dauphins d'Épinal - Rapaces de Gap - Brûleurs de Loups de Grenoble | - Lions de Lyon - Avalanche du Mont-Blanc - Pingouins de Morzine - Dragons de Rouen - Ours de Villard-de-Lans |

## Albo d'oro

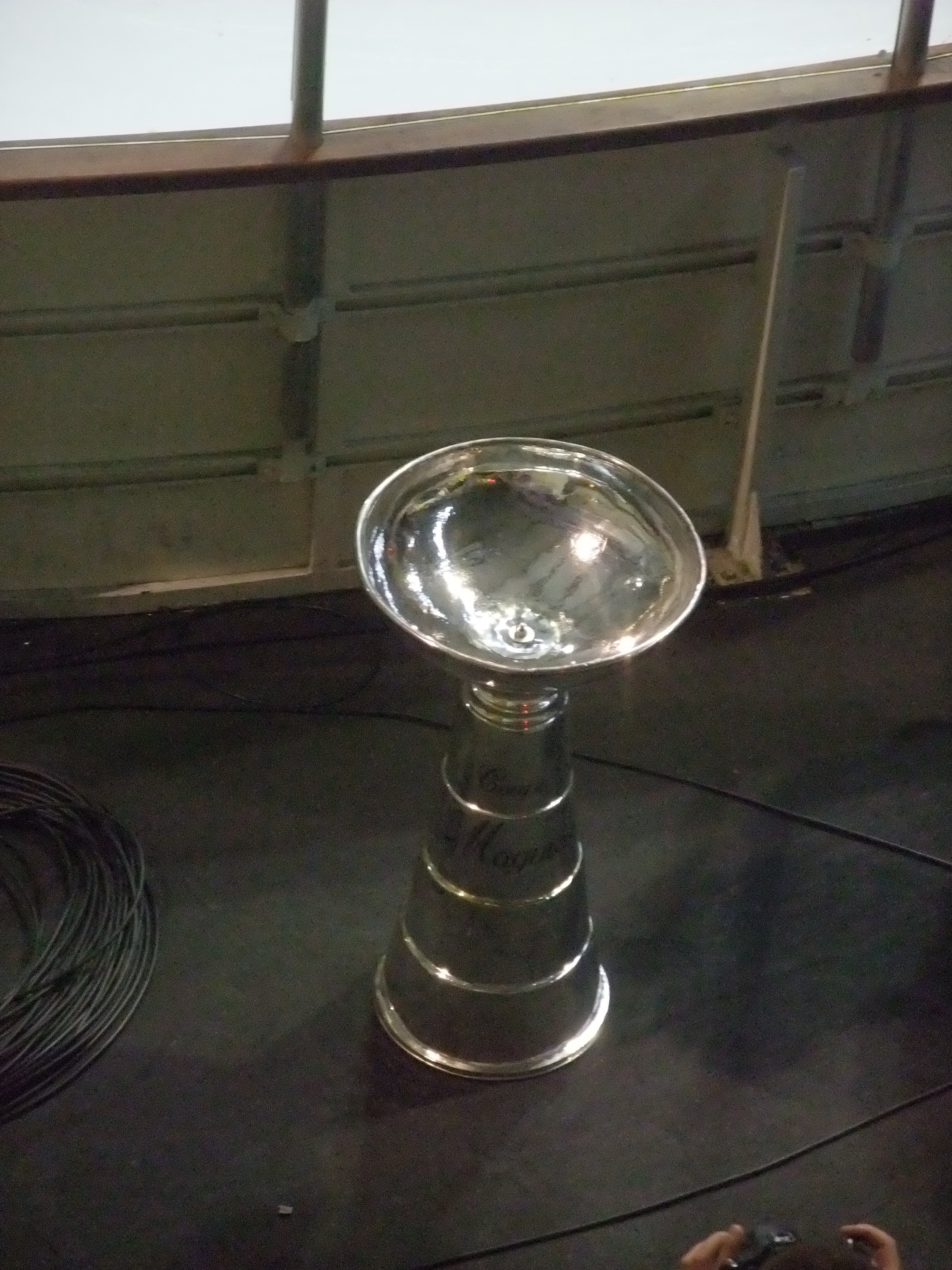
La "Coupe Magnus"

| - 1904: Patineurs de Paris - 1905: Patineurs de Paris - 1906: Patineurs de Paris - 1907: SC Lyon - 1908: Patineurs de Paris - 1909: non disputato - 1910: non disputato - 1911: non disputato - 1912: Patineurs de Paris - 1913: Patineurs de Paris - 1914: Patineurs de Paris - 1915: non disputato - 1916: non disputato - 1917: non disputato - 1918: non disputato - 1919: non disputato - 1920: Skating Club Paris - 1921: Sports d’Hiver Paris - 1922: Sports d'Hiver Paris - 1923: Chamonix Hockey Club - 1924: non disputato - 1925: Chamonix Hockey Club - 1926: Chamonix Hockey Club - 1927: Chamonix Hockey Club - 1928: non disputato - 1929: Chamonix Hockey Club - 1930: Chamonix Hockey Club - 1931: Chamonix Hockey Club - 1932: Stade Français Paris - 1933: Stade Français Paris - 1934: Rapides de Paris - 1935: Stade Français Paris - 1936: Français Volants de Paris - 1937: Français Volants de Paris - 1938: Français Volants de Paris - 1939: Chamonix Hockey Club - 1940: non disputato - 1941: non disputato - 1942: Chamonix Hockey Club | - 1943: non disputato - 1944: Chamonix Hockey Club - 1945: non disputato - 1946: Chamonix Hockey Club - 1947: non disputato - 1948: non disputato - 1949: Chamonix Hockey Club - 1950: Racing Club de Paris - 1951: Racing Club de Paris - 1952: Chamonix Hockey Club - 1953: Paris Université Club - 1954: Chamonix Hockey Club - 1955: Chamonix Hockey Club - 1956: CP Lyon - 1957: ACBB Paris - 1958: Chamonix Hockey Club - 1959: Chamonix Hockey Club - 1960: ACBB Paris - 1961: Chamonix Hockey Club - 1962: ACBB Paris - 1963: Chamonix Hockey Club - 1964: Chamonix Hockey Club - 1965: Chamonix Hockey Club - 1966: Chamonix Hockey Club - 1967: Chamonix Hockey Club - 1968: Chamonix Hockey Club - 1969: Saint-Gervais - 1970: Chamonix Hockey Club - 1971: Chamonix Hockey Club - 1972: Chamonix Hockey Club - 1973: Chamonix Hockey Club - 1974: Saint-Gervais - 1975: Saint-Gervais - 1976: Chamonix Hockey Club - 1977: Rapaces de Gap - 1978: Rapaces de Gap - 1979 : Chamonix Hockey Club - 1980: ASG Tours - 1981: Brûleurs de Loups de Grenoble | - 1982: Brûleurs de Loups de Grenoble - 1983: Saint-Gervais - 1984: Boucs de Megève - 1985: Saint-Gervais - 1986: Saint-Gervais - 1987: Mont-Blanc HC - 1988: Mont-Blanc HC - 1989: Français Volants - 1990: Rouen Hockey Élite 76 - 1991: Brûleurs de Loups de Grenoble - 1992: Rouen Hockey Élite 76 - 1993: Rouen Hockey Élite 76 - 1994: Rouen Hockey Élite 76 - 1995: Rouen Hockey Élite 76 - 1996: Albatros de Brest - 1997: Albatros de Brest - 1998: Brûleurs de Loups de Grenoble - 1999: HC Amiens Somme - 2000: Reims Champagne hockey 2 - 2001: Rouen Hockey Élite 76 - 2002: Reims Champagne hockey 2 - 2003: Rouen Hockey Élite 76 - 2004: HC Amiens Somme - 2005: HC Mulhouse - 2006: Rouen Hockey Élite 76 - 2007: Brûleurs de Loups de Grenoble - 2008: Rouen Hockey Élite 76 - 2009: Grenoble Métropole Hockey 38 - 2010: Rouen Hockey Élite 76 - 2011: Rouen Hockey Élite 76 - 2012: Rouen Hockey Élite 76 - 2013: Rouen Hockey Élite 76 - 2014: Diables Rouges de Briançon - 2015: Rapaces de Gap - 2016: Rouen Hockey Élite 76 - 2017: Rapaces de Gap - 2018: Rouen Hockey Élite 76 - 2019: Grenoble Métropole Hockey 38 - 2021: Rouen Hockey Élite 76 - 2022: Grenoble Métropole Hockey 38 - 2023: Rouen Hockey Élite 76 |

## Giocatori famosi
1. Jason Melong (Anglet)
2. Robert Ouellet (Anglet)
3. Franck Pajonkowski (Rouen)
4. Philippe Bozon (Ginevra Servette)
5. Cristobal Huet (Montreal Canadiens)